# (73592) 1401 T-2
(73592) 1401 T-2 – planetoida z pasa głównego asteroid okrążająca Słońce w ciągu 3,78 lat w średniej odległości 2,42 j.a. Odkryta 29 września 1973 roku.